# La Zaranda
La Zaranda, Teatro Inestable de Andalucía la Baja, es una compañía de teatro fundada en Jerez de la Frontera en 1978. Recientemente, han pasado a apodarse Teatro Inestable de Ninguna Parte. 
El teatro de La Zaranda se caracteriza por la reflexión profunda de la realidad entendida como punto de encuentro entre un futuro que no llega y un pasado siempre presente. Este llega por la memoria, que es lo único que ayuda a comprender. Sus espectáculos no presentan respuestas, más bien actúa como consciencia del espectador, al que le planta ante los ojos palabras en forma de imágenes. 

## Historia
En sus comienzos buscaban la creación de piezas abiertas con el objetivo de comunicarse con el público. Los procesos de creación se basaban en la investigación y experimentación. Para ello, pasaban largos periodos encerrados en La Nave, "un viejo almacén de grano que estaba a las afueras de la ciudad, donde solo llegaba el martilleo del tonelero, el canto de los gallos y el tren que cruzaba el horario de los ensayos."
En 1992 y ante un marco teatral donde la creación artística se basaba en la comercialización del ocio, La Zaranda comienza su contacto con América, dejándose ver desde Cleveland hasta Punta Arenas, al sur del continente. Estos viajes suponían para la compañía andaluza la vuelta a casa con la semilla de otro espectáculo, pues América, al ser una tierra donde podían hablar de teatro en el sentido más puro, les servía como elemento de inspiración. 
Los procesos creativos de La Zaranda no suelen tener un periodo de tiempo establecido ni fechas de estreno. Para ellos el montaje de un espectáculo es algo que hay que dejar crecer lentamente para no entorpecer la creación. Durante el desarrollo de la obra, van descartando lo más superfluo hasta quedarse con lo esencial. El texto también es algo mutable ya que nace, se compone y se recompone a lo largo de la creación artística. El punto de partida en estos procesos creativos es su signo de identidad. El imaginario colectivo de la cultura andaluza está reflejado en sus obras a través del flamenco, la Semana Santa, el carnaval, el vino... A pesar de esto, sus obras suelen estar desnudas de tópicos y folclorísmos. 
Sus escenarios son el trampolín desde el que lanzan su visión del mundo y de la vida, una visión que va desde lo particular a lo general, es decir, a las cuestiones universales como son la soledad, el miedo, el tiempo, la rutina, la desesperanza, el olvido... 
Las obras de La Zaranda no tienen la intención de emitir un juicio sobre nada sino más bien, transmitir sensaciones. Por ello, en sus obras nunca veremos personajes buenos o malos, en todo caso, serán personajes fracasados y perdedores en espacios desvencijados y rotos. Los objetos utilizados suelen tener la connotación de elementos que han pertenecido a personajes ausentes, como por ejemplo, camisas colgadas, sillas desfondadas que nos recuerdan a otra época, fotos de antiguos artistas, etc.
Sus obras tienen un carácter Barroco ya que hay un continuo juego de sombras, retorcimientos y escorzos dolorosos. Además, los ritmos cercanos a la letanía y la plegaria hacen de sus espectáculos una especie de ritual.
Los textos de Eusebio Calonge, escritos sobre la piel y la voz de Paco de la Zaranda (Francisco Sánchez), Gaspar Campuzano y Enrique Bustos, llevan al espectador a lugares habitados por un espíritu antiguo, tal vez a la esencia del hecho teatral.

## Obras
Julio Mariscal, evocación poética (1978)
Agobio (1979)
Carablanca (1980)
Esconded las gallinas que vienen los cómicos (1980)
Cayo cayó por vergüenza (1981)
Los tinglaos de Mari Castañas (1983)
Mariameneo, Mariameneo (1985)
Vinagre de Jerez (1989)
Perdonen la tristeza (1992)
Obra Póstuma (1995)
Cuando la vida eterna se acabe (1997)
La puerta estrecha (2000)
Ni sombra de lo que fuimos (2002)
Homenaje a los malditos (2005)
Los que ríen los últimos (2006)
Futuros difuntos (2008) Premio Nacional de Teatro
Nadie lo quiere creer (2010) 
El régimen del pienso (2012)
El grito en el cielo (2014)
Ahora todo es noche (2017)
El desguace de las musas (2019)
La batalla de los ausentes (2021).
Manual para armar un sueño (2023)